# KONE
KONE é uma empresa finlandesa que atua na fabricação, manutenção e modernização de elevadores, escadas rolantes, motores elétricos, fabrica maquinas para vários tipos de indústrias e também fabrica portões e portas automáticos, foi fundada em 1910, atua em 40 países e é uma das maiores empresas da Finlândia, a família Herlin é a maior acionista da empresa com cerca de 22% das ações, a KONE é atualmente a quarta maior fabricante de elevadores e escadas rolantes do mundo, no mundo existem mais de 520 mil elevadores da KONE funcionando.
A companhia foi fundada como subsidiária de uma emrpesa russa chamada Gottfr. Strömberg em 27 de outubro de 1910, em 1912 Lorenz Petrell passou a ser diretor geral do grupo e teve como primira decisão encontrar uma sede maior para a KONE, durante a primeira guerra mundial a KONE produziu mais de 10 milhões de balas para armas para o exercito Russo.
Em 1939 a KONE produziu o seu elevador de número 3000 e seu guindaste de número 200.
A KONE fabrica, moderniza elevadores, escadas rolantes, portas automáticas, esteiras automáticas e etc, a linha de produtos da empresa variam como por exemplo linhas econológicas (sem uso de óleo) elevadores de tração projetado para edifícios de escritórios, elevadores de alta performance usados em arranha-céus com mais de 100 andares de altura. Escadas rolantes projetados para uso interno ou externo e suados em aeroportos, estádios, metrôs, e shopping centers. A empresa é responsável por cerca de um quinto dos elevadores e escadas rolantes de vendas da sua empresa-mãe, as operações da empresa nos Estados Unidos representa um quinto de todas as vendas da companhia no mundo.
Em 2014 a revista Forbes colocou a Kone na posição de número 42° entre as 100 empresas mais inovadoras do mundo, a Kone foi a única empresa finlandesa a entrar no ranking.
Em dezembro de 2023 a KONE tinha cerca de 63.500 funcionários e operações em 60 países, o faturamento total foi de 10,9 bilhões de euros no ano de 2023.

## Operações

### Produtos
- Controles de acesso
- Elevadores
- Escadas Rolantes
- Maquinas industriais
- Motores elétricos
- Peças de reposição
- Portas e portões automáticos

### Serviços
- Manutenção e Modernização de Escadas rolantes e Elevadores
- Monitoração de Elevadores e Escadas rolantes
- Serviços de construção
- Serviços de design
- Manutenção e monitoramento

## Desmembramentos
Em abril de 1994 a sua divisão de guindastes e máquinas-ferramentas foi separada em uma companhia independente e vendida e com isso foi criada uma empresa nova, a Konecranes.
Em junho de 2005 a Kone separou a sua divisão de equipamentos portuários em nova empresa, a Cargotec. Diferente da Konecranes, a Cargotec apesar de ser uma empresa independente continuou com uma gestão parecida com a da KONE, já que a família Herlin continuou sendo proprietária de cerca de 23% das ações da Cargotec.